# Theodor von Gosen

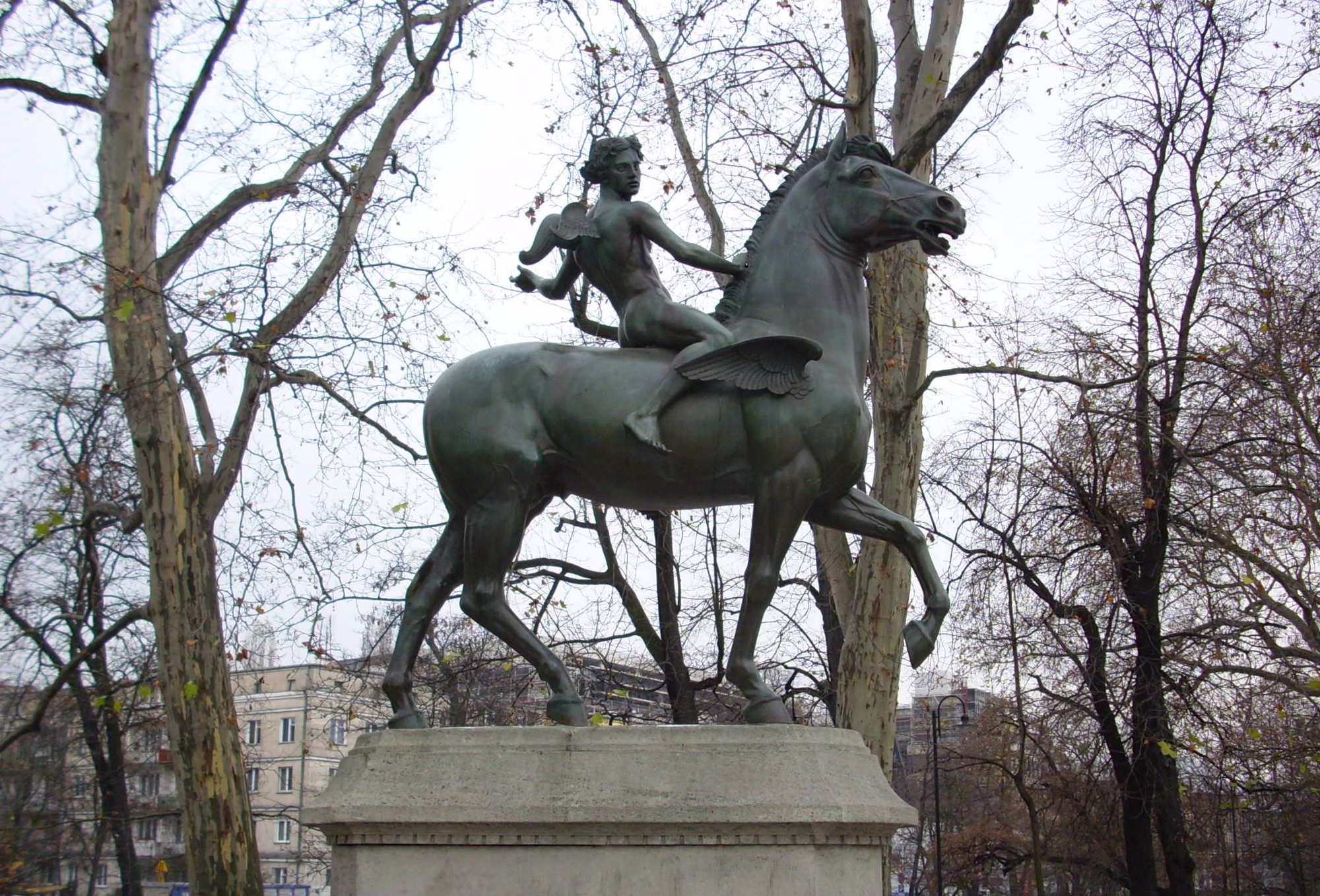
Theodor von Gosen, Amor na Pegazie

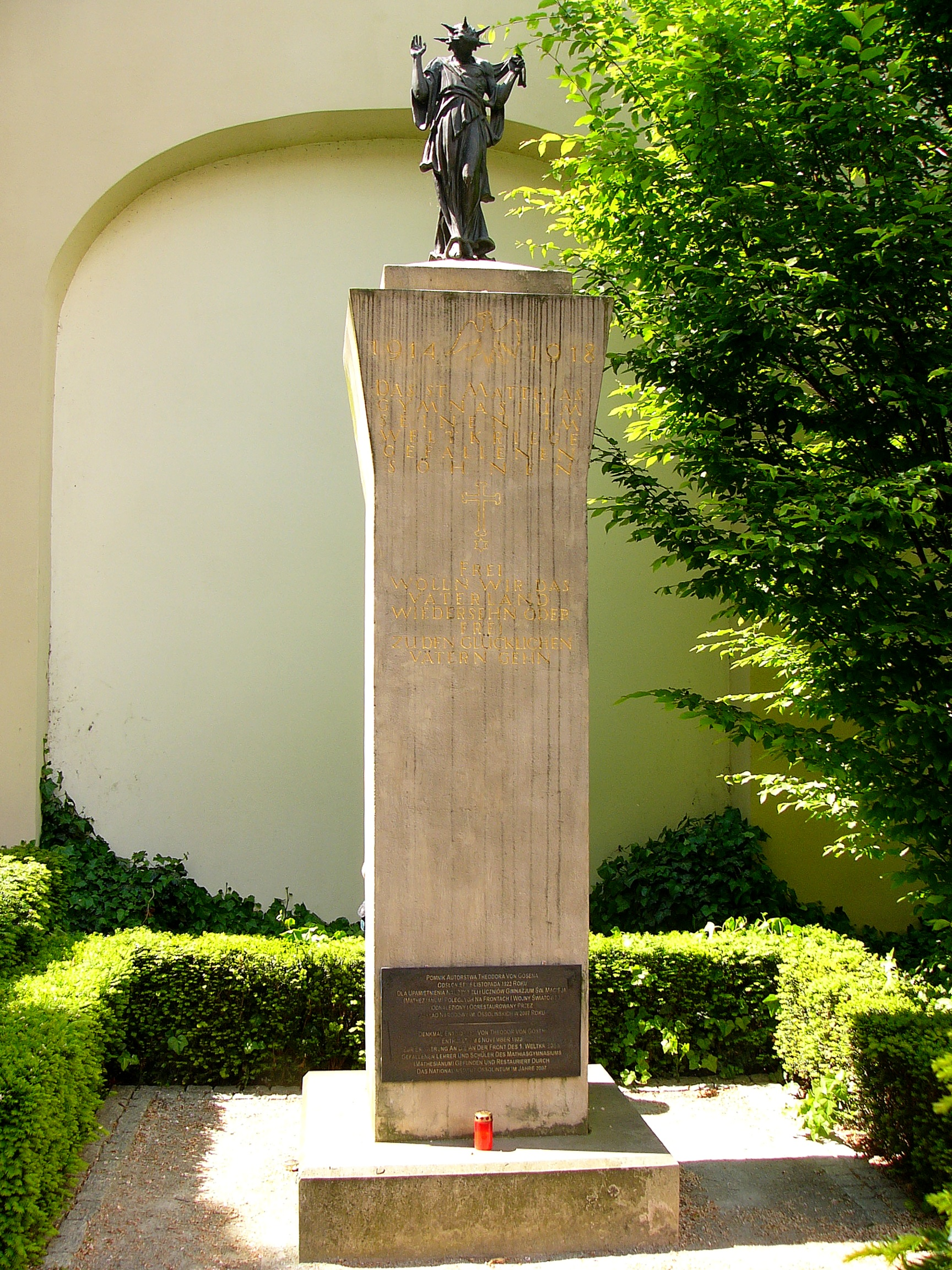
Pomnik ku czci poległych podczas I wojny światowej nauczycieli i ucznów „Mathesianeum”, dzisiaj Ossolineum, we Wrocławiu

Theodor von Gosen (ur. 10 stycznia 1873 w Augsburgu, zm. 30 stycznia 1943 we Wrocławiu) – niemiecki rzeźbiarz i medalier.

## Życiorys
W latach 1892–1899 studiował w Akademii Sztuk Pięknych w Monachium. 
W 1905 roku objął klasę rzeźby dekoracyjnej w Akademii Sztuk Pięknych we Wrocławiu i kierował nią do likwidacji uczelni w 1932 roku. W 1908 roku był współzałożycielem Związku Artystów Śląska i do 1932 roku pełnił funkcję prezesa tej organizacji. 
Pod wpływem Adolfa von Hildebranda hołdował wzorcom klasycznym i renesansowym. Oprócz dzieł monumentalnych zajmował się również rzeźbą portretową i medalierstwem. 
Został pochowany na wyspie Fraueninsel na jeziorze Chiemsee obok swojego przyjaciela malarza Johanna Drobka.
Jego synem był Markus von Gosen.

## Prace

### Wrocław
- Ambona w kościele św. Jana (obecnie św. Augustyna) we Wrocławiu (1907–1909)
- Amor na Pegazie w parku Staromiejskim we Wrocławiu (1914)
- Rzeźba Chrystusa z pomnika poległych nauczycieli i uczniów gimnazjum św. Macieja we Wrocławiu (1922, rekonstrukcja pomnika 2007)
- Iustitia nad wejściem do gmachu sądu we Wrocławiu, ul. Sądowa (1934)
- Projekt głowy Orfeusza ustawionej przed Muzeum Teatru im. Henryka Tomaszewskiego, Plac Wolności

### Sobótka
- Jeździec Lützowa w Sobótce (1913, zniszczony 1948)

### Polanica-Zdrój
- Pomnik Młodzieńca (niem. Jüngling) z 1933 z twarzą Georga Haasego, zaginął w 1946[1]

### Prudnik
- Pomnik cesarza Wilhelma I Hohenzollerna (1905[2], rozebrany w 1945[3])